# چاینا ری
چاینا ری (انگلیسی: China Re) شرکت بیمه چینی است، که در سال ۱۹۴۹ تأسیس شد.